# Sunao Noto
Sunao Noto (jap. 能登 直, Noto Sunao; * 7. März 1977 in Hokkaidō) ist ein ehemaliger japanischer Biathlet.
Sunao Noto kam 2000 in Hochfilzen und Pokljuka im Rahmen von Staffelrennen zu ersten Einsätzen im Biathlon-Weltcup und wurde dort 12. und 15. In Osrblie bestritt er sein erstes Einzel, bei dem er den 84. Platz belegte. Sein bestes Weltcupresultat erreichte der Japaner als 70. eines Sprints bei seinem letzten Weltcup-Rennen 2003 in Ruhpolding. Bei den Winterasienspielen 2003 in Aomori gewann er hinter Hironao Meguro die Silbermedaillen im Sprint- und dem Verfolgungsrennen. Zudem wurde er mit Meguro, Tatsumi Kasahara und Kyōji Suga Asienmeister mit der Staffel. 2003 bestritt Noto noch mehrere Rennen im Europa-Cup ohne nennenswerte Resultate zu erzielen.
Schon 1994 startete Noto in Niyama bei einem FIS-Riesenslalom.

## Biathlon-Weltcup-Platzierungen
Die Tabelle zeigt alle Platzierungen (je nach Austragungsjahr einschließlich Olympische Spiele und Weltmeisterschaften).
- 1.–3. Platz: Anzahl der Podiumsplatzierungen
- Top 10: Anzahl der Platzierungen unter den ersten zehn (einschließlich Podium)
- Punkteränge: Anzahl der Platzierungen innerhalb der Punkteränge (einschließlich Podium und Top 10)
- Starts: Anzahl gelaufener Rennen in der jeweiligen Disziplin
- Staffel: inklusive Mixed- und Single-Mixed-Staffeln

| Platzierung | Einzel | Sprint | Verfolgung | Massenstart | Staffel | Gesamt |
| ----------- | ------ | ------ | ---------- | ----------- | ------- | ------ |
| 1. Platz    |        |        |            |             |         |        |
| 2. Platz    |        |        |            |             |         |        |
| 3. Platz    |        |        |            |             |         |        |
| Top 10      |        |        |            |             |         |        |
| Punkteränge |        |        |            |             | 8       | 8      |
| Starts      |        | 7      |            |             | 8       | 15     |